# Yết Kiêu (phường)
Yết Kiêu là một phường thuộc quận Hà Đông, thành phố Hà Nội, Việt Nam.
Phường Yết Kiêu có diện tích 0,21 km², dân số năm 2022 là 8.623 người, mật độ dân số đạt 41.061 người/km².